# Paedophryne
Paedophryne (лат.) — род мелких лягушек из семейства узкоротов, или микроквакш (Microhylidae). Эндемики Папуа — Новой Гвинеи. Такие виды как Paedophryne amauensis Rittmeyer, 2012 и Paedophryne dekot Kraus, 2011 являются мельчайшими в мире представителями четвероногих животных (наземных позвоночных).

## Этимология
Новый род был описан Фредом Краусом (Fred Kraus) из Музея Бишопа в Гонолулу (Гавайи, США). Родовое название «Paedophryne» связано с чрезвычайно мелкими размерами тела этих лягушек и составлено на основе двух латинизированных слов греческого происхождения: «paidos» (дитя) и «phryne» (жабы).

## Описание
Длина самок и самцов составляет 7,7—11,3 мм (самцы немного мельче). Новый род миниатюрных лягушек отличается редуцированной до минимума формулой фаланг пальцев и числом пресакральных позвонков (их только 7). Окраска, в основном, коричневая. Формула фаланг пальцев: 1-2-3-2 (передние конечности) и 1-2-3-4-1 (задние конечности).

## Классификация
На апрель 2019 года в род включают 7 видов:
- Paedophryne amauensis Rittmeyer et al., 2012
- Paedophryne dekot Kraus, 2011
- Paedophryne kathismaphlox Kraus, 2010
- Paedophryne oyatabu Kraus, 2010
- Paedophryne swiftorum Rittmeyer et al., 2012
- Paedophryne titan Kraus, 2015
- Paedophryne verrucosa Kraus, 2011

### Сравнение размеров

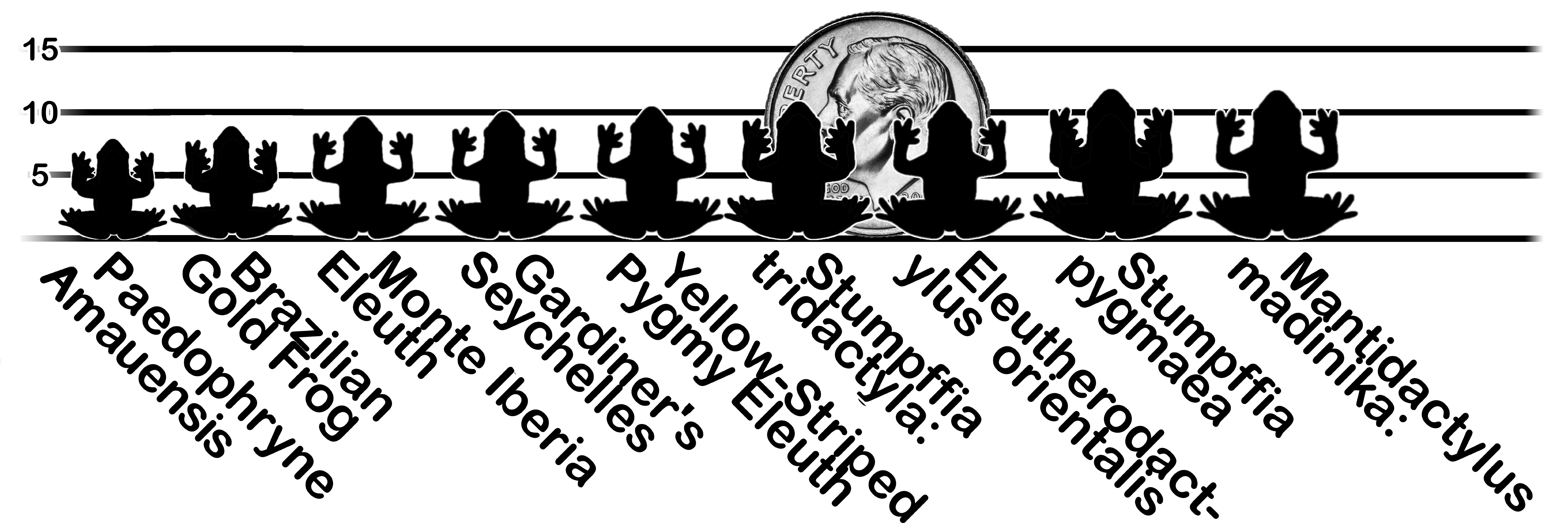
Сравнительные размеры мельчайших лягушек.

## Галерея

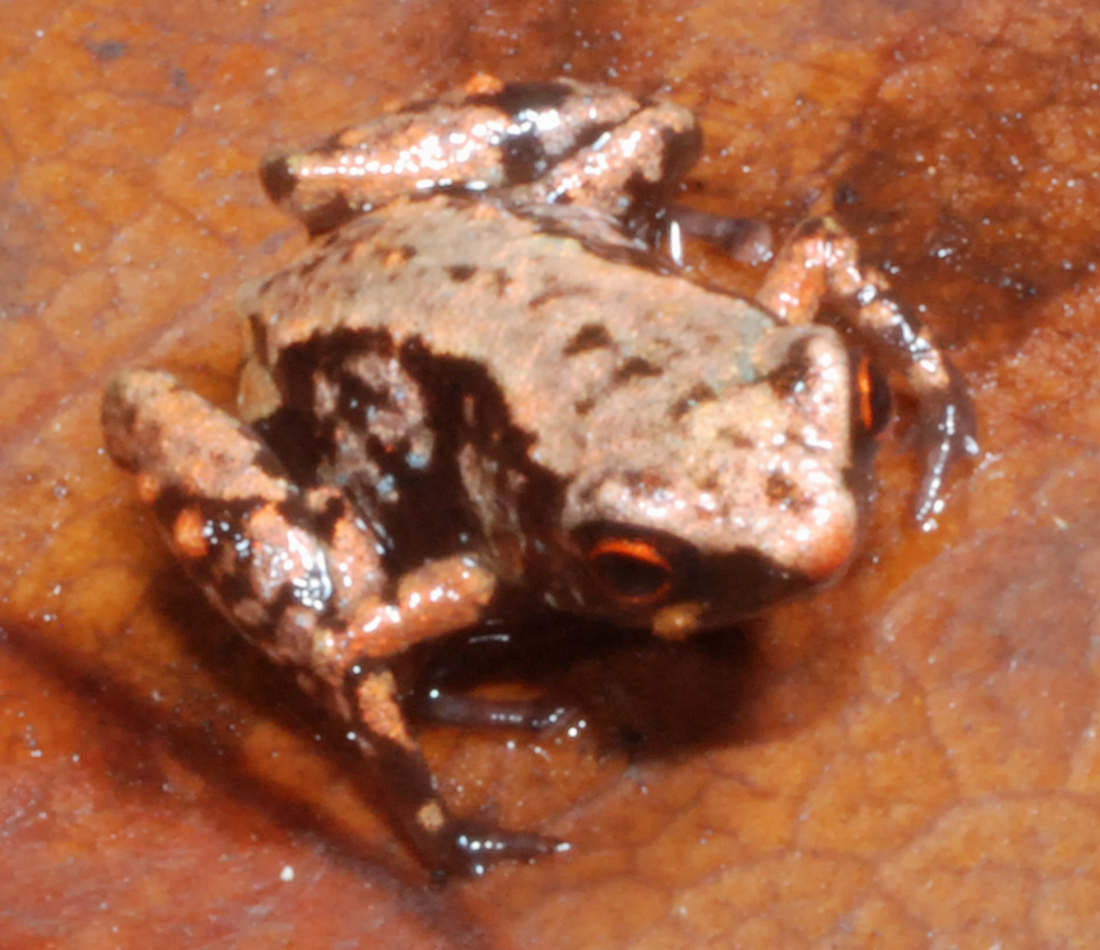
Фотография паратипа Paedophryne swiftorum
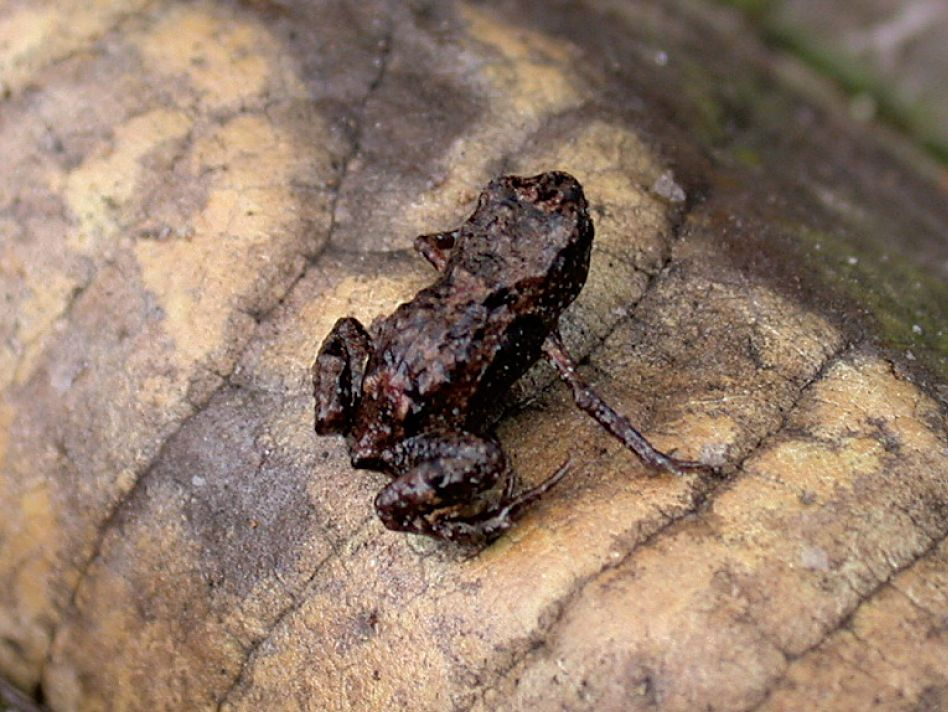
Paedophryne kathismaphlox
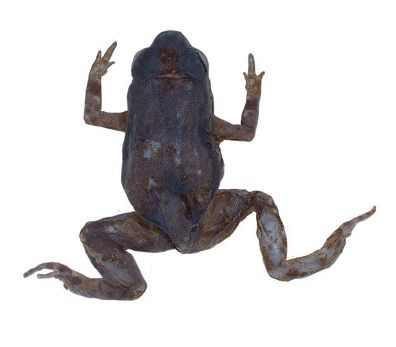
Paedophryne oyatabu
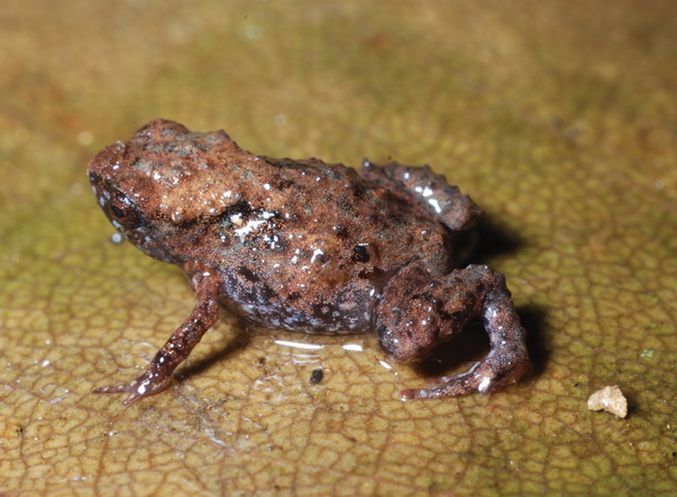
Paedophryne verrucosa
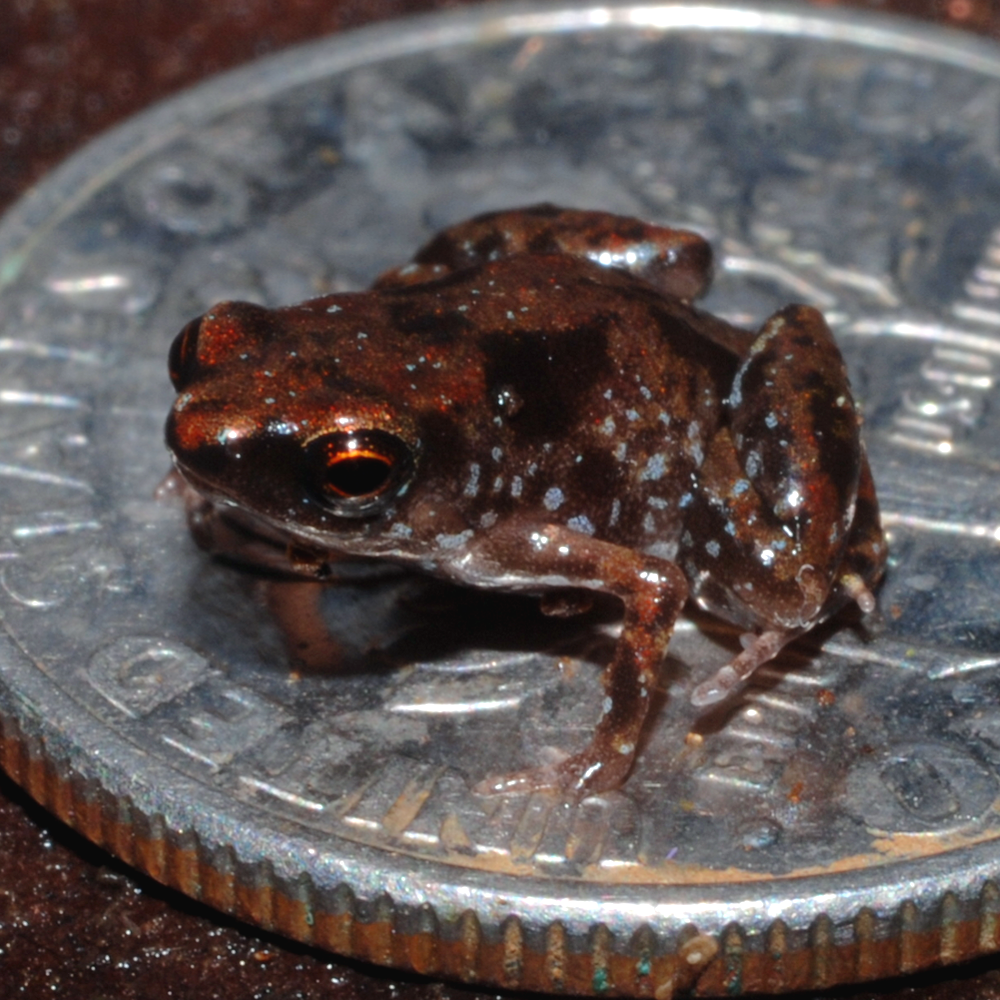
Paedophryne amauensis